# 甘尼亞古馬里縣

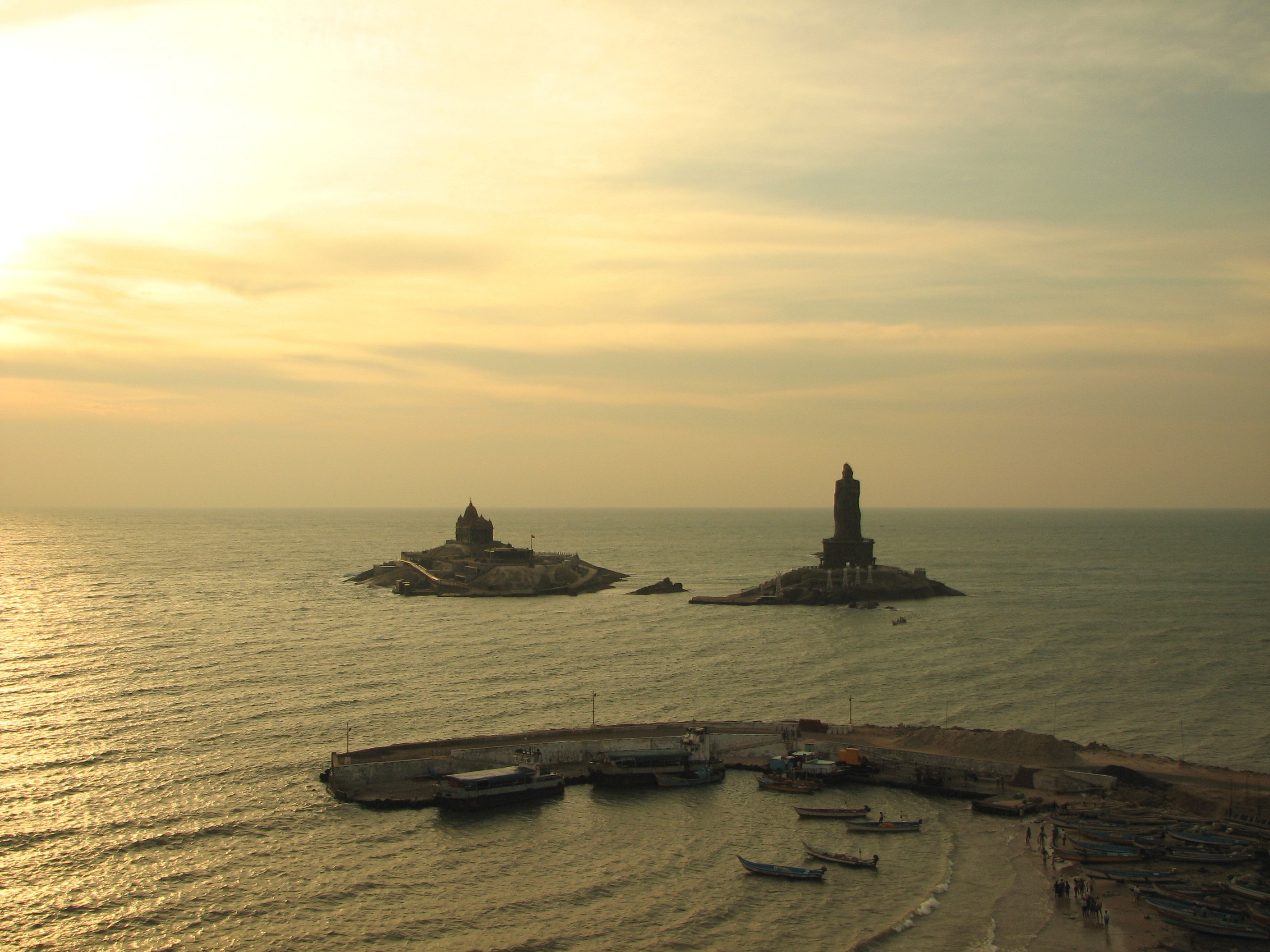

甘尼亞古馬里縣是印度的一個縣，位於該國南部，由泰米爾納德邦負責管轄，面積1,684平方公里，每年平均降雨量1,865毫米，識字率為97.6%，2011年人口1,863,174，人口密度每平方公里1,106人。首府设在甘尼亚古马里（即科摩林角）。

## 外部連結
- Official Website of Kanyakumari district （页面存档备份，存于）
- Vattakottai （页面存档备份，存于）